# (8450) Egorov
(8450) Egorov (1977 QL1) – planetoida z grupy pasa głównego asteroid okrążająca Słońce w ciągu 4,56 lat w średniej odległości 2,75 au. Odkryta 19 sierpnia 1977 roku.